# Rio Tenente
O rio Tenente nasce perto da Sobreda, na serra de Montemuro a 1298 metros de altitude. Desagua na margem direita do rio Paiva, em Lodeiro, freguesia de Cabril, Castro Daire.